# 清尾鯔鰕虎魚
清尾鲻鰕虎鱼（学名：Mugilogobius cavifrons）为輻鰭魚綱鱸形目鰕虎鱼科鯔鰕虎魚屬的鱼类，又名小鯔鰕虎。

## 分佈
本魚分布于中西太平洋區，包括日本、臺灣、印尼、菲律賓、馬紹爾群島、密克羅尼西亞、夏威夷群島等海域。

## 特徵
本魚體延長，頭部呈圓筒狀，後半部側扁。眼中大，上側位，吻端圓鈍而前突，上頷較下頷突出。口裂略斜，延伸可達眼中線下方，眼間已平坦，較寬。尾鰭呈圓形，體被有小型櫛鱗，眼後至背前區被細小鱗片，體色呈淡茶色至淡棕色。體側具有數個不規則的黑色橫斑，頰部於眼緣具水平走向之棕色紋，第一背鰭具一黑帶，第二背鰭具有垂直之水滴形斑，尾鰭具5-7條黑灰色橫紋，背鰭硬棘6枚，背鰭軟條16枚，臀鰭硬棘1枚，臀鰭軟條8枚，體長可達4公分。

## 生態
本魚棲息在河川下游、河口或紅樹林等沙泥底質且水流平緩的地區，屬雜食性，以有機碎屑及小型底棲無脊椎動物為食。

## 經濟利用
可做為觀賞魚。

## 扩展阅读
維基物種上的相關：清尾鲻鰕虎鱼